# Bruno Risi
Bruno Risi (Altdorf, Uri, 6 de setembre de 1968) va ser un ciclista suís especialista en la pista. Plata als Jocs Olímpics de 2004, va aconseguir també 11 medalles als Campionats del Món en pista, set d'elles d'or. Gran dominador de les curses de sis dies, on juntament amb Kurt Betschart són la parella que ha obtingut més triomfs.

## Palmarès en pista
- 1991
  -  Campió del món de Puntuació amateur
- 1992
  -  Campió del món de Puntuació
  - 1r als Sis dies de Dortmund (amb Kurt Betschart)
  - 1r als Sis dies de Zuric (amb Kurt Betschart)
- 1993
  - 1r als Sis dies de Gant (amb Kurt Betschart)
  - 1r als Sis dies de Dortmund (amb Kurt Betschart)
  - 1r als Sis dies de Zuric (amb Kurt Betschart)
  - 1r als Sis dies de Múnic (amb Kurt Betschart)
- 1994
  -  Campió del món de Puntuació
  - 1r als Sis dies de Múnic (amb Kurt Betschart)
  - 1r als Sis dies de Copenhaguen (amb Kurt Betschart)
  - 1r als Sis dies de Bordeus (amb Kurt Betschart)
- 1995
  - Campió d'Europa de Madison (amb Kurt Betschart)
  - 1r als Sis dies de Bremen (amb Kurt Betschart)
  - 1r als Sis dies de Zuric (amb Kurt Betschart)
  - 1r als Sis dies de Colònia (amb Kurt Betschart)
- 1996
  - 1r als Sis dies de Gant (amb Kurt Betschart)
  - 1r als Sis dies de Zuric (amb Kurt Betschart)
  - 1r als Sis dies de Copenhaguen (amb Kurt Betschart)
- 1997
  - 1r als Sis dies de Dortmund (amb Kurt Betschart)
  - 1r als Sis dies de Múnic (amb Kurt Betschart)
  - 1r als Sis dies de Leipzig (amb Kurt Betschart)
- 1998
  - 1r als Sis dies de Herning (amb Kurt Betschart)
  - 1r als Sis dies de Zuric (amb Kurt Betschart)
  - 1r als Sis dies de Múnic (amb Kurt Betschart)
  - 1r als Sis dies de Stuttgart (amb Kurt Betschart)
  - 1r als Sis dies de Fiorenzuola d'Arda (amb Giovanni Lombardi)
- 1999
  -  Campió del món de Puntuació
  - 1r als Sis dies de Bremen (amb Kurt Betschart)
  - 1r als Sis dies de Dortmund (amb Kurt Betschart)
  - 1r als Sis dies de Zuric (amb Kurt Betschart)

| - 2000 - 1r als Sis dies de Zuric (amb Kurt Betschart i Markus Zberg) - 1r als Sis dies de Múnic (amb Kurt Betschart) - 2001 - Campió del món de Puntuació - 2002 - 1r als Sis dies de Gant (amb Kurt Betschart) - 1r als Sis dies de Bremen (amb Kurt Betschart) - 1r als Sis dies de Stuttgart (amb Kurt Betschart) - 2003 - Campió del món de Madison (amb Franco Marvulli) - 1r als Sis dies de Dortmund (amb Kurt Betschart) - 1r als Sis dies de Múnic (amb Kurt Betschart) - 1r als Sis dies de Berlín (amb Kurt Betschart) - 2004 - Medalla de plata als Jocs Olímpics d'Atenes en Madison (amb Franco Marvulli) - 1r als Sis dies de Bremen (amb Kurt Betschart) - 2005 - 1r als Sis dies de Stuttgart (amb Kurt Betschart i Franco Marvulli) - 1r als Sis dies de Berlín (amb Kurt Betschart) - 1r als Sis dies d'Amsterdam (amb Kurt Betschart) - 2006 - Campió d'Europa de Madison (amb Franco Marvulli) - 1r als Sis dies de Maastricht (amb Franco Marvulli) - 1r als Sis dies de Dortmund (amb Erik Zabel) - 1r als Sis dies de Zuric (amb Franco Marvulli) - 1r als Sis dies de Múnic (amb Erik Zabel) | - 2007 - Campió del món de Madison (amb Franco Marvulli) - 1r als Sis dies de Bremen (amb Erik Zabel) - 1r als Sis dies de Dortmund (amb Franco Marvulli) - 1r als Sis dies de Zuric (amb Franco Marvulli) - 1r als Sis dies de Múnic (amb Franco Marvulli) - 1r als Sis dies de Copenhaguen (amb Franco Marvulli) - 1r als Sis dies de Hasselt (amb Franco Marvulli) - 1r als Sis dies de Fiorenzuola d'Arda (amb Franco Marvulli) - 1r als Sis dies de Zuidlaren (amb Franco Marvulli) - 1r als Sis dies de Stuttgart (amb Alexander Aeschbach i Franco Marvulli) - 2008 - 1r als Sis dies de Zuric (amb Danny Stam) - 1r als Sis dies de Copenhaguen (amb Franco Marvulli) - 1r als Sis dies de Berlín (amb Franco Marvulli) - 1r als Sis dies de Hasselt (amb Franco Marvulli) - 1r als Sis dies de Fiorenzuola d'Arda (amb Franco Marvulli) - 1r als Sis dies de Torí (amb Franco Marvulli) - 2009 - 1r als Sis dies de Zuric (amb Franco Marvulli) - 1r als Sis dies de Múnic (amb Franco Marvulli) - 1r als Sis dies de Hasselt (amb Kenny De Ketele) - 2010 - 1r als Sis dies de Bremen (amb Franco Marvulli) |

### Resultats a laCopa del Món
- 1995
  - 1r a Manchester, en Puntuació
- 1996
  - 1r a Cottbus, en Puntuació
- 1997
  - 1r a Fiorenzuola d'Arda, en Puntuació
  - 1r a Quartu Sant'Elena i Adelaida, en Madison

## Palmarès en ruta
- 1990
  - Vencedor d'una etapa del Circuit Franco-belga
- 1991
  - 1r al Gran Premi de Brissago

### Resultat al Giro d'Itàlia
- 1992. Abandona (18a etapa)